# Nyulászkopó
A nyúlászkopó (angolul: harrier) egy angol kutyafajta.

## Történet
Kialakulása az 1200-as évekre tehető. Vérvonalában a rókakopó, az angol agár és a foxterrier szerepel. Az első nyulászkopófalkát 1260 táján alapították, amely 1260 táján alapították, amely aztán 500 éven át fennmaradt. 

## Külleme
Marmagassága 46-56 centiméter, tömege 22-27 kilogramm. Arányos testű, középtermetű, többnyire trikolór változatban tenyésztett, fáradhatatlan eb. Minden kopó színben előfordulhat, de leggyakrabban fehér, sárga és fekete. Nem túlságosan gyakori, mivel termetesebb rokona, az angol rókakopó népszerűbb nála. 

## Jelleme
Természete élénk és barátságos.  